# Góra Błogosławieństw
Góra Błogosławieństw – wzgórze na północnym brzegu jeziora Genezaret, w okolicach Kafarnaum, które tradycja chrześcijańska wiąże z nauczaniem Jezusa i wygłoszeniem przez Niego Kazania na górze. 

## Kościół Błogosławieństw
W 1935 odkryto w okolicach Góry Błogosławieństw ruiny kaplicy z mozaikami z IV–VI w. Kaplica wznosiła się nad grotą, o której pisała Egeria – Hiszpanka, odbywająca w IV wieku trzyletnią pielgrzymkę po Ziemi Świętej: 

Blisko na górze znajduje się grota, Jezus wchodząc do niej wygłosił błogosławieństwa.

W 1937 zbudowano tu sanktuarium upamiętniające Jezusowe błogosławieństwa. Kościół został zaprojektowany przez Antonio Barluzziego jako bryła na planie ośmiokąta, o ośmiu oknach z witrażami do łacińskich tekstów z Kazania na górze nawiązujących do liczby błogosławieństw. Dookoła kościoła biegną portyki z kolumnami. Jest to doskonały punkt widokowy na egzotyczne gaje z palmami, magnoliami, ale przede wszystkim na jezioro Genezaret (Tyberiadzkie), ruiny Kafarnaum i Tabghi oraz duży obszar Galilei. Kościół, jak i funkcjonujący tutaj dom pielgrzyma, jest pod opieką włoskich sióstr Franciszkanek Niepokalanego Serca Maryi.

### Wnętrze
Pośrodku kościoła, pod łukiem z alabastru, znajduje się ołtarz o podwójnej mensie wsparty na czterech brązowych kolumienkach ze złoconymi spiralami w kształcie gałązek oliwnych. Posadzkę zdobi mozaika wyobrażająca strumień łaski płynący od ołtarza.

### Wizyty Papieży
W kościele umieszczona jest tablica upamiętniająca wizytę papieża Pawła VI w 1964, który jako pierwszy po św. Piotrze namiestnik Chrystusa przebywał w Ziemi Świętej. Również i Jan Paweł II nawiedził to miejsce podczas swej pielgrzymki do Izraela. 24 marca 2000 papieska msza, zgromadziła blisko 100 tysięcy ludzi. Jan Paweł II pozdrowił wówczas zgromadzonych nad jeziorem Genezaret: 

Pozdrawiam was patrząc na jezioro Genezaret, to miejsce przypomina nam wezwanie i misję apostołów i które dla mnie, następcy Piotra, przywołuje na myśl powołanie do miłości dla trzody, którą Pan powierzył rybakowi z Galilei.

 Spotkanie z Janem Pawłem II na zboczach góry Błogosławieństw było największym zgromadzeniem chrześcijan w tym miejscu od czasów Chrystusa.

## Domus Gealilaeae
W 2000 roku na górze uruchomione zostało centrum formacyjne Domus Galilaeae. Otwarcia dokonał Jan Paweł II podczas wizyty millenijnej w Ziemi Świętej. 

## Galeria

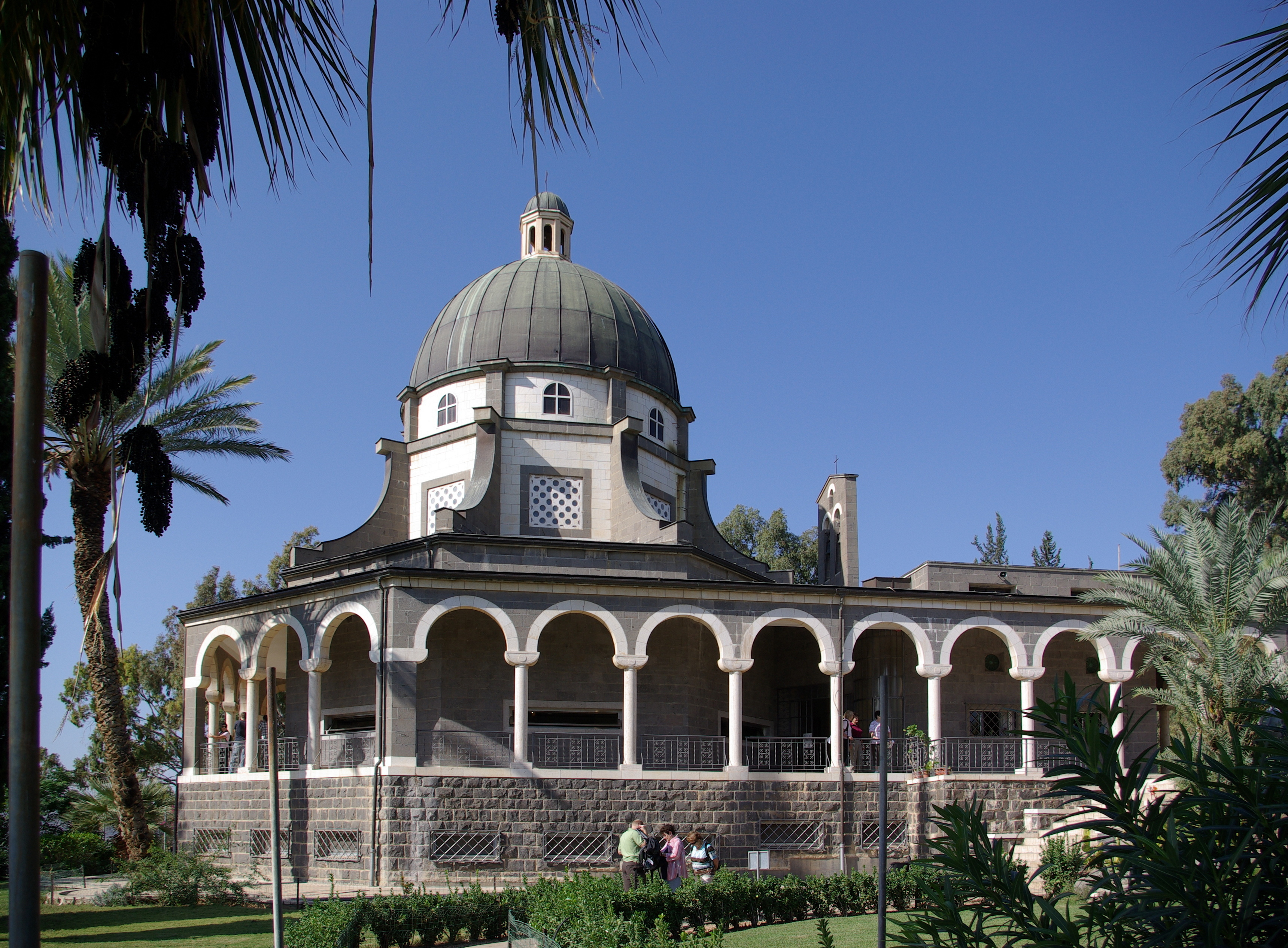
Kościół na Górze Błogosławieństw
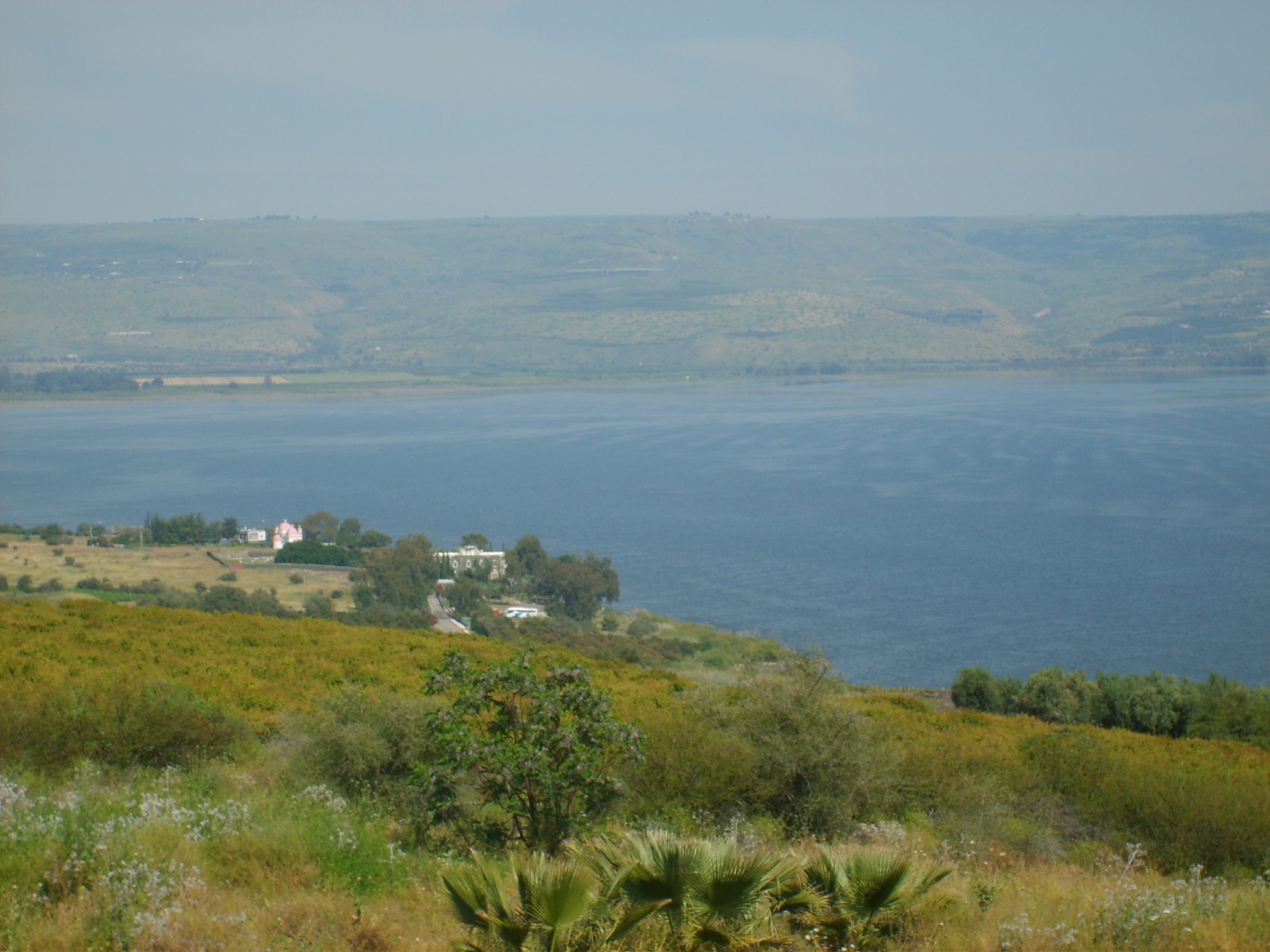
Widok na Jezioro Tyberiadzkie i Kafarnaum
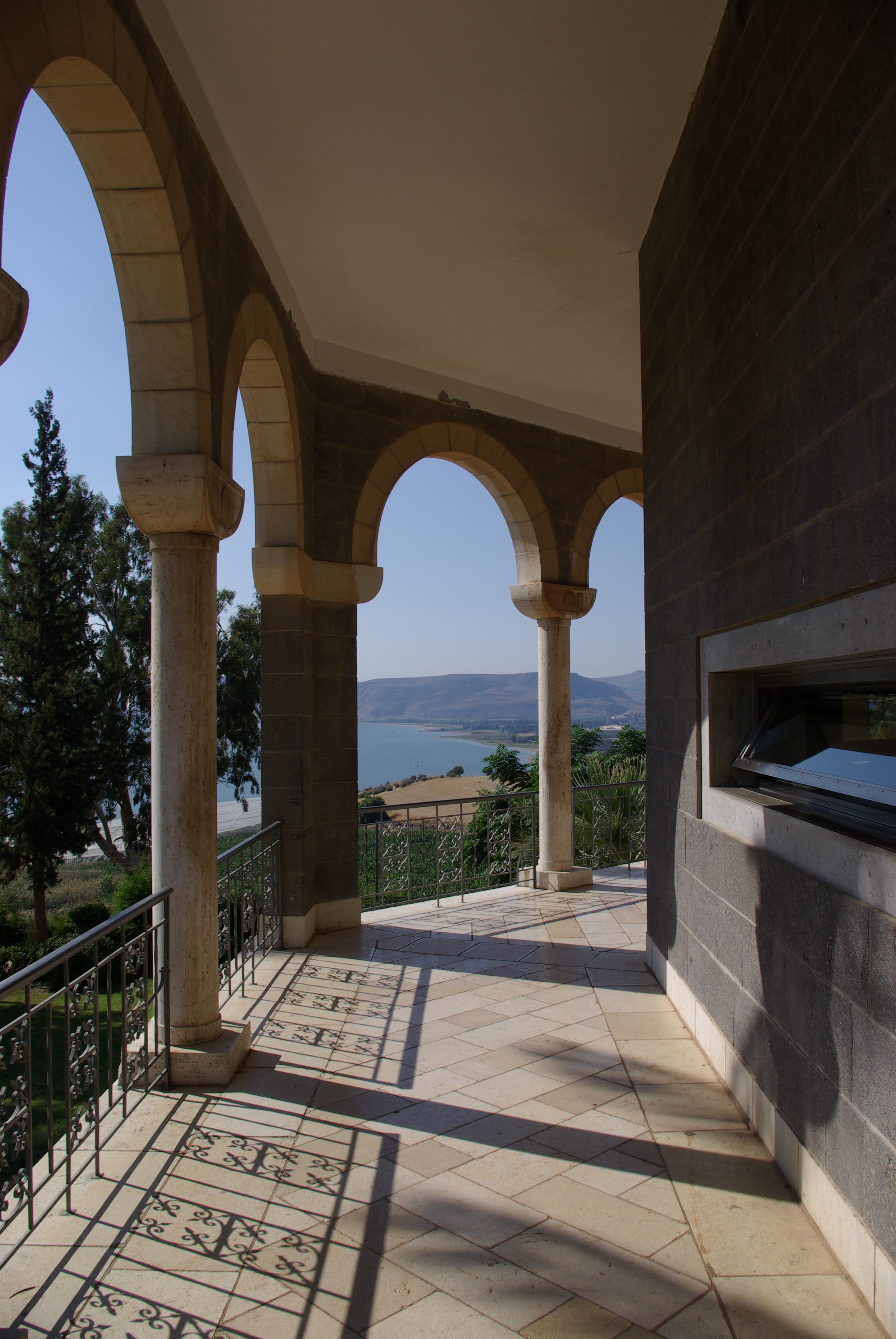
Portyk Kościoła Błogosławieństw
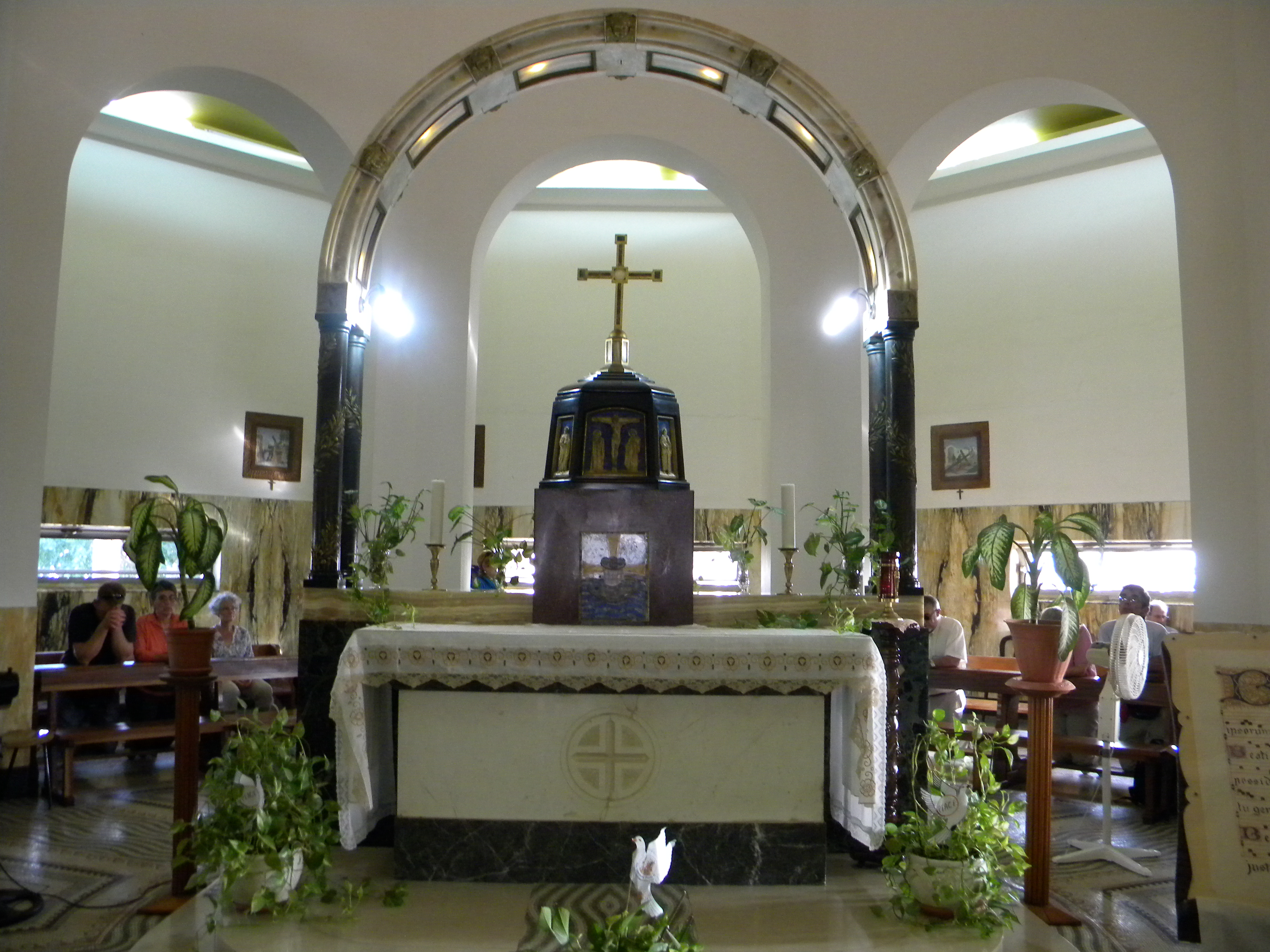
Wnętrze kościoła na Górze Błogosławieństw